# La Cambe (Calvados)
La Cambe és un municipi francès situat al departament de Calvados i a la regió de Normandia. L'any 2007 tenia 634 habitants.

## Demografia

### Població
El 2007 la població de fet de La Cambe era de 634 persones. Hi havia 249 famílies de les quals 66 eren unipersonals (33 homes vivint sols i 33 dones vivint soles), 75 parelles sense fills, 96 parelles amb fills i 12 famílies monoparentals amb fills.
La població ha evolucionat segons el següent gràfic:
Habitants censats

### Habitatges
El 2007 hi havia 321 habitatges, 255 eren l'habitatge principal de la família, 46 eren segones residències i 21 estaven desocupats. 289 eren cases i 23 eren apartaments. Dels 255 habitatges principals, 186 estaven ocupats pels seus propietaris, 67 estaven llogats i ocupats pels llogaters i 2 estaven cedits a títol gratuït; 6 tenien una cambra, 17 en tenien dues, 46 en tenien tres, 76 en tenien quatre i 110 en tenien cinc o més. 159 habitatges disposaven pel capbaix d'una plaça de pàrquing. A 112 habitatges hi havia un automòbil i a 104 n'hi havia dos o més.

### Piràmide de població
La piràmide de població per edats i sexe el 2009 era:
| Homes | Edats   | Dones |
| ----- | ------- | ----- |
| 0     | 95 o +  | 4     |
| 0     | 90 a 94 | 0     |
| 0     | 85 a 89 | 4     |
| 4     | 80 a 84 | 12    |
| 8     | 75 a 79 | 4     |
| 12    | 70 a 74 | 20    |
| 8     | 65 a 69 | 8     |
| 20    | 60 a 64 | 24    |
| 4     | 55 a 59 | 8     |
| 24    | 50 a 54 | 12    |
| 28    | 45 a 49 | 20    |
| 12    | 40 a 44 | 24    |
| 20    | 35 a 39 | 24    |
| 24    | 30 a 34 | 12    |
| 4     | 25 a 29 | 12    |
| 20    | 20 a 24 | 12    |
| 20    | 15 a 19 | 12    |
| 48    | 10 a 14 | 12    |
| 16    | 5 a 9   | 24    |
| 16    | 0 a 4   | 8     |

## Economia
El 2007 la població en edat de treballar era de 404 persones, 265 eren actives i 139 eren inactives. De les 265 persones actives 232 estaven ocupades (137 homes i 95 dones) i 34 estaven aturades (15 homes i 19 dones). De les 139 persones inactives 58 estaven jubilades, 23 estaven estudiant i 58 estaven classificades com a «altres inactius».

### Ingressos
El 2009 a La Cambe hi havia 250 unitats fiscals que integraven 614 persones, la mediana anual d'ingressos fiscals per persona era de 14.934 €.

### Activitats econòmiques
Dels 31 establiments que hi havia el 2007, 1 era d'una empresa extractiva, 2 d'empreses alimentàries, 2 d'empreses de fabricació d'altres productes industrials, 4 d'empreses de construcció, 10 d'empreses de comerç i reparació d'automòbils, 1 d'una empresa de transport, 2 d'empreses d'hostatgeria i restauració, 1 d'una empresa financera, 1 d'una empresa immobiliària, 2 d'empreses de serveis, 4 d'entitats de l'administració pública i 1 d'una empresa classificada com a «altres activitats de serveis».
Dels 10 establiments de servei als particulars que hi havia el 2009, 1 era una oficina de correu, 2 tallers de reparació d'automòbils i de material agrícola, 1 guixaire pintor, 1 lampisteria, 2 electricistes, 1 perruqueria, 1 restaurant i 1 agència immobiliària.
Dels 4 establiments comercials que hi havia el 2009, 1 era una botiga de més de 120 m², 1 una botiga de menys de 120 m², 1 una fleca i 1 una joieria.
L'any 2000 a La Cambe hi havia 23 explotacions agrícoles que ocupaven un total de 871 hectàrees.

## Equipaments sanitaris i escolars
L'únic equipament sanitari que hi havia el 2009 era una farmàcia.
El 2009 hi havia 1 escola maternal i 1 escola elemental.

## Poblacions més properes
El següent diagrama mostra les poblacions més properes.